# Hidra (satélite)
Hidra es un satélite del sistema binario constituido por Plutón y Caronte. Fue descubierto a finales de 2005 y el Telescopio espacial Hubble confirmó su presencia en febrero de 2006. Se denominó provisionalmente S/2005 P 1 hasta que en junio de 2006 la Unión Astronómica Internacional lo bautizó como Hidra. Se encuentra en el plano orbital de Caronte y su  forma es altamente irregular y tiene un tamaño de 55×40 km.
La magnitud aparente de Hidra es de +22,91, por lo que se hace imposible observarlo desde la Tierra.
Se sigue la línea de nomenclatura de Plutón y sus lunas, con elementos del inframundo de la mitología griega. Fue nombrada por la Hidra, una serpiente monstruosa de nueve cabezas hija de Tifón y Equidna y   hermana del Cerbero, que  Hércules mató en el segundo de sus doce trabajos y que además, custodiaba una entrada al  Inframundo ubicada dentro del lago donde vivía.
Además el nombre se elige en conjunto con el de la luna Nix. Las iniciales de ambas, NH, sirven de tributo a la sonda espacial New Horizons (NH), que despegó en 2006 con destino a Plutón.

## Origen
Se creía que las lunas más pequeñas de Plutón, incluida Hidra, estaban formadas por escombros eyectados por una gran colisión entre Plutón y otro objeto del cinturón de Kuiper, similar a lo que la gente cree que la luna está hecha de escombros. Chocó con la tierra y fue expulsado. La eyección después de la colisión se fusionará con las lunas de Plutón. Se cree que Hidra se formó originalmente cerca de Plutón y su órbita ha cambiado debido a las interacciones de las mareas. En este caso, las lunas más pequeñas de Hidra y Plutón se moverán hacia afuera con Sharon. Su órbita actual alrededor del centro de gravedad de Plutón-Caronte. A través de la "amortiguación de las mareas" de la interacción de las mareas con Caronte, la órbita de Hidra alrededor del centro de gravedad de Plutón-Caronte se vuelve gradualmente más redondeada con el tiempo. Se cree que Hidra está compuesta por dos objetos más pequeños, que se fusionaron en un solo objeto.

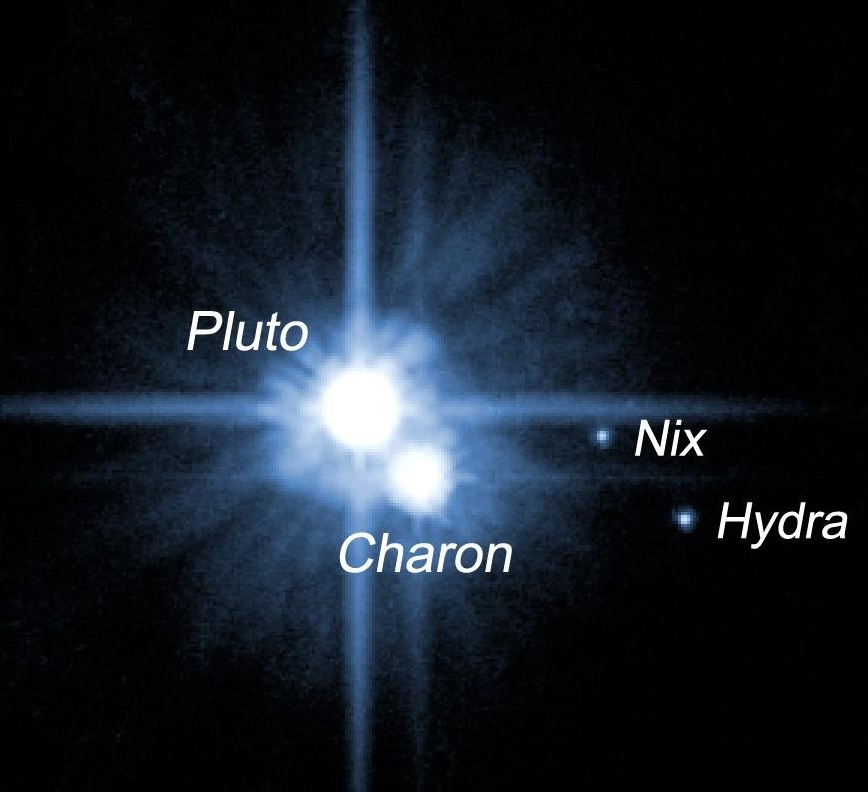
Imagen del Hubble de los satélites de Plutón (anotados)